# Ludvig 1. af Spanien
Ludvig 1. (spansk: Luis Felipe Fernando José de Borbón y Saboya; 25. august 1707 – 31. august 1724) var konge af Spanien i syv måneder i 1724. Han var den anden spanske konge af Slægten Bourbon.
Ludvig var den ældste søn af Filip 5.. Da denne abdicerede 15. januar 1724 blev Ludvig konge, men han døde syv måneder senere af kopper, og Filip blev konge for anden gang.